# 3-centra-2-elektronbinding
Een 3-centra-2-elektronbinding, vaak afgekort tot 3c-2e-binding, is een elektronendeficiënt type chemische binding waarin drie atomen door middel van twee elektronen met elkaar verbonden zijn. Met behulp van de kwantummechanica kan worden aangetoond dat het combineren van 3 atoomorbitalen ook drie moleculaire orbitalen zal opleveren: een bindend, een niet-bindend en een anti-bindend orbitaal. De twee elektronen vinden een plaats in het bindende orbitaal, wat resulteert in een netto bindend effect tussen de drie atomen. In veel bindingen van dit type is het bindende orbitaal verschoven in de richting van twee van de drie atomen in plaats van gelijkmatig over alle drie verdeeld te zijn. Theoretisch het eenvoudigste voorbeeld van een 3-centra-2-elektronbinding is geprotoneerd waterstofgas: H3+.

## Boranen

Structuurformule van diboraan, waarin de B-H-B-binding geschiedt middels een 3-centra-2-elektronbinding.

De bekendste 3-centra-2-elektronbindingen worden aangetroffen bij de boranen, zoals diboraan (B2H6), maar ook in veel andere verbindingen van boor. Boor is immers een elektrondeficiënt element: het bezit slechts 5 elektronen en een leeg p-orbitaal. Het monomere boraan (BH3) is instabiel, omdat het booratoom slechts 6 valentie-elektronen heeft. Om aan de octetregel te voldoen worden elektronen gedeeld met de B-H-binding van een andere molecule, waarbij een 3-centra-2-elektronbinding ontstaat.
Dit type binding komt ook voor in trimethylaluminium. Eigenlijk zou deze stof hexamethyldialuminium moeten heten, maar de verbinding wordt meestal met de eerste benaming aangeduid. Het koolstofatoom van twee van de zes methylgroepen staat in voor de binding. Ook in organische verbindingen treedt dit type binding soms op; dit wordt dan vaak als hyperconjugatie aangeduid.

## Carbokationen
Omleggingen van carbokationen verlopen vaak via 3-centra-2-elektronovergangstoestanden. Omdat de 3-centra-2-elektronstructuur ongeveer dezelfde energie heeft als een carbokation, is de activeringsenergie voor deze reacties doorgaans laag zodat de reactiesnelheden vaak hoog tot zeer hoog zijn.
Ook in carboniumionen treden 3-centra-2-elektronbindingen op. Als bekendste vertegenwoordiger van deze groep geldt het norbornylkation.